# Ameringkogel
Ameringkogel är en bergstopp i Österrike.   Den ligger i distriktet Murtal och förbundslandet Steiermark, i den östra delen av landet, 170 kilometer sydväst om huvudstaden Wien. Toppen på Ameringkogel är 2 187 meter över havet.
Terrängen runt Ameringkogel är kuperad åt sydost, men åt nordväst är den bergig. Närmaste större samhälle är Bad Sankt Leonhard im Lavanttal, 11,5 kilometer söder om Ameringkogel. 
I omgivningarna runt Ameringkogel växer i huvudsak blandskog. Runt Ameringkogel är det ganska tätbefolkat, med 52 invånare per kvadratkilometer.